# K-Paz de la Sierra
K-Paz de la Sierra es un grupo de música regional mexicana, del género duranguense, originaria de Michoacán. Se formó en el verano de 2001 por Sergio Gómez, Armando Rodríguez y Rafael Solís, exmiembros del grupo Montez de Durango.

## Inicios
El grupo se formó en 2001 y publicaron su primer álbum de estudio Arrasando con fuego en 2003. Los integrantes originales fueron: Sergio Gómez (voz), Óscar Zepeda (segunda voz), Rafael Solís (teclado), Armando Rodríguez (tambora), José Luis Corral (teclado), Simón Valtierrez (tuba eléctrica y tercera voz) y Jair Loredo (batería).
En 2004, lanzaron su segundo álbum de estudio Pensando en ti, el primer sencillo del álbum «Volveré» fue su primer éxito ocupando los primeros lugares de popularidad en las listas de música en México y los Estados Unidos.

## Miembros
- Jesús "Chuy" Morales: Primera voz.
- Emmanuel Garibo: Primera voz.
- Luis Eduardo Guadarrama: Segunda voz y trompeta.
- Bobby Sigala: Director de teclados.
- Víctor Cardozo: Teclados.
- Jorge Garduño Jagsx: Tuba eléctrica.
- Ángel Asaf Martínez: Tambora.
- Luis Almeyda Jiménez: Batería.

### Antiguos miembros
- Sergio Gómez: Líder y primera voz (2002-2007).
- Óscar Zepeda: Segunda voz (2002-2004).
- José Luis Corral: Teclados (2002-2004).
- Simón Valtierrez: Tuba eléctrica y tercera voz (2002-2004).
- Rafael Solís: Teclados (2002-2006).
- Armando Rodríguez: Tambora (2002-2006).
- Jair Loredo: Batería (2002-2004) y (2006-2013).
- Humberto Durán: 1a y 2da Voz (2004-2008) y (2021-2024)
- Alfredo Hernández: Tercera voz (2006-2007).
- Luis Vidales: Tuba eléctrica (2004-2006).
- Óscar Ledezma: Teclados (2004-2006).
- Gerardo Ramírez: Director musical y teclados (2004-2006).
- Carmelo Gamboa: Batería (2004-2006).
- Luis Díaz: Director musical y teclados (2006-2008).
- Luis García "El Oso de Chicago": Teclados (2006-2008).
- Fernando del Vale: Tuba eléctrica (2006-2009) y (2014-2016).
- Miguel Rocha Jr.: Tambora (2006-2008).
- Guillermo Rocha: Tuba eléctrica (?-?).
- Carlos Galaviz: Primera voz temporal (2006-2008).
- Miguel Galindo: Primera voz (2008-2011).
- Juan Gómez: Tambora (2008-2011).
- Gabriel Guadarrama: Teclados y saxofón (2009-2019).
- Juan Guadarrama: Teclados (2009-2014).
- Roberto Guadarrama Jr.: Tambora (2013-2014).
- Sergio Caballero: Director de teclados y productor musical (2009-2013) y (2016-2017).
- Yimen Mayares: Batería (2013-2015).
- Julio Hernández: Primera voz temporal (2011).
- Gabriel Frías: Teclados (2018-2020).
- Frank Sánchez: Batería (2015-2020).
- Martín Velázquez: Teclados (2014-2019).

## Discografía

### Álbumes
| Año  | Álbum                                      |
| ---- | ------------------------------------------ |
| 2003 | Arrasando con fuego                        |
| 2004 | Pensando en ti                             |
| 2004 | 20 Éxitos con la fuerza duranguense        |
| 2005 | Más capaces que nunca                      |
| 2006 | Conquistando corazones                     |
| 2007 | Capaz de todo por ti                       |
| 2008 | En vivo: Desde el Auditorio Nacional 09/07 |
| 2008 | Una historia                               |
| 2009 | Como un tatuaje                            |
| 2011 | Para toda la vida                          |

### Sencillos
| Año  | Sencillo                                          | Álbum                                                     |
| ---- | ------------------------------------------------- | --------------------------------------------------------- |
| 2003 | «Con olor a hierba»                               | Arrasando con fuego                                       |
| 2003 | «Imposible olvidarte»                             | Arrasando con fuego                                       |
| 2003 | «Jambalaya»                                       | Arrasando con fuego                                       |
| 2004 | «Volveré»                                         | Pensando en ti                                            |
| 2004 | «Si tú te fueras de mí»                           | Pensando en ti                                            |
| 2004 | «La vecinita»                                     | Pensando en ti                                            |
| 2005 | «Pero te vas a arrepentir»                        | Más capaces que nunca                                     |
| 2005 | «Mi credo»                                        | Más capaces que nunca                                     |
| 2005 | «Silueta de cristal»                              | Más capaces que nunca                                     |
| 2006 | «Procuro olvidarte»                               | Conquistando corazones                                    |
| 2006 | «Y aquí estoy»                                    | Conquistando corazones                                    |
| 2007 | «Al diablo con los guapos (No me supiste querer)» | Tema de la telenovela Al diablo con los guapos (Televisa) |
| 2007 | «Un buen perdedor»                                | Capaz de todo por ti                                      |
| 2007 | «Volveré»                                         | Capaz de todo por ti                                      |
| 2008 | «Querido amigo»                                   | En vivo: Desde el Auditorio Nacional 09/07                |
| 2009 | «Como un tatuaje»                                 | Como un tatuaje                                           |
| 2009 | «Quisiera ser un idiota»                          | Como un tatuaje                                           |
| 2009 | «Adoro»                                           | Como un tatuaje                                           |
| 2011 | «Ni se te ocurra»                                 | Para toda la vida                                         |
| 2011 | «Me tienes embrujado»                             | Para toda la vida                                         |
| 2012 | «El poeta» Con Chino y Nacho                      | Sencillos sin álbum                                       |
| 2012 | «El fuerte»                                       | Sencillos sin álbum                                       |
| 2013 | «Llegó Navidad» Con Sergio Gómez                  | Sencillos sin álbum                                       |
| 2014 | «En esta cantina»                                 | Sencillos sin álbum                                       |
| 2016 | «Indestructible»                                  | Sencillos sin álbum                                       |
| 2018 | «Desde hoy»                                       | Sencillos sin álbum                                       |
| 2021 | «Volver a enamorarme»                             | Sencillos sin álbum                                       |
| 2022 | «Mujer ardiente»                                  | Sencillos sin álbum                                       |
| 2023 | «El día que puedas»                               | Sencillos sin álbum                                       |

## Premios y nominaciones
| Organización           | Categoría                                       | Trabajo        | Año  | Resultado |
| ---------------------- | ----------------------------------------------- | -------------- | ---- | --------- |
| Premio Lo Nuestro      | Artista Duranguense del Año - Regional Mexicano |                | 2007 | Ganador   |
| Premio Lo Nuestro      | Artista Duranguense del Año - Regional Mexicano |                | 2012 | Ganador   |
| Premios Grammy Latinos | Mejor Álbum Banda                               | Pensando En Ti | 2005 | Nominado  |